# بيل مورغان (لاعب كرة قاعدة أمريكي)
بيل مورغان (بالإنجليزية: Bill Morgan)‏ هو لاعب كرة قاعدة أمريكي، ولد في 1 مايو 1853 في بروكلين في الولايات المتحدة، وتوفي في 28 يوليو 1938 في بالتيمور في الولايات المتحدة.

## وصلات خارجية
- بيل مورغان (لاعب كرة قاعدة أمريكي) على موقعبيزبول رفرنس.كوم (الدوري الرئيسي) (الإنجليزية)
- بيل مورغان (لاعب كرة قاعدة أمريكي) على موقعبيزبول رفرنس.كوم (الدوري الثانوي) (الإنجليزية)